# Environmentální ekonomie
Environmentální ekonomie je odnož ekonomie zabývající se tématy spojenými se stavem a kvalitou životního prostředí. Mezi důležité koncepty environmentální ekonomie patří selhání trhu, externality, veřejné statky a občiny, nebo ekonomické hodnocení přírody. Zaměřuje se na přínosy a náklady politik ochrany životního prostředí (znečištění vzduchu či vody, zásahy do ekosystémů, odpadové hospodářství, využití krajiny, globální klimatické změny, atd.).
Externality podle environmentální ekonomie vznikají tehdy, když ekonomické rozhodnutí ovlivní přírodu či jiné subjekty tak, že se tento dopad neprojeví v ceně činnosti. Externality mohou být pozitivní i negativní, v environmentální souvislosti ale obvykle hovoříme především o negativních. Často uváděným příkladem jsou továrny vypouštějící do ovzduší, vod či půdy toxické látky.
Environmentální ekonomie se liší od ekologické ekonomie tím, že ekologická ekonomie zdůrazňuje ekonomiku jako subsystém zemského ekosystému, a klade důraz na nutnost zachování přírodního kapitálu. Ekologická ekonomie vychází z předpokladu tzv. silné udržitelnosti, který říká, že není možné volně substituovat přírodní kapitál za lidmi vytvořený kapitál (technologie, lidská práce). Environmentální ekonomie naproti tomu vychází z neoklasického ekonomického modelu. Mezi její hlavní otázky tak patří efektivita, a nikoli optimální velikost ekonomiky jako v případě ekologické ekonomie.

## Navrhovaná řešení
Environmentální ekonomie přichází s řadou návrhů, jak řešit ekologické problémy pomocí ekonomických nástrojů. Obvyklým způsobem řešení je tzv. internalizace externalit - zahrnutí externalizovaných nákladů do ceny hlavní produkce. Z dalších řešení se často uvádějí (přímé) regulace, kvóty na znečištění (jako například obchodovatelné emisní povolenky), pokuty či daně ze znečištění, nebo lepší definování vlastnických práv.